# هانس ويبر
هانس ويبر (بالألمانية: Hans Weber) (و. 1911 – 2006 م) هو عالم نبات، وأستاذ جامعي، من ألمانيا، ولد في دليتزش، توفي عن عمر يناهز 95 عاماً.

## مناصب وهيئات
أدار جامعة ماينتس.